# Kankesanturai Airport
Kankesanturai Airport är en flygplats i Sri Lanka. Den ligger i den norra delen av landet, 300 km norr om huvudstaden Colombo. Kankesanturai Airport ligger 14 meter över havet.
Terrängen runt Kankesanturai Airport är mycket platt. Havet är nära Kankesanturai Airport norrut. Runt Kankesanturai Airport är det tätbefolkat, med 411 invånare per kvadratkilometer. Närmaste större samhälle är Valvedditturai, 10,9 km öster om Kankesanturai Airport. Omgivningarna runt Kankesanturai Airport är en mosaik av jordbruksmark och naturlig växtlighet.